# 东陆路站
东陆路站位于上海浦东新区浦东北路东陆路，为上海轨道交通12号线的地下车站。其位置在利津路的汇佳苑与陆行中学北校附近。临近浦东大道九号桥。本站规划曾用利津路站一名但最终改为东陆路站，於2013年12月29日啟用。。

## 车站楼层
| 地面层   | 出入口             | 1-3出入口                        |  |  |
| 地下一层 | 站厅               | 票务服务、自动售票机、人工服务台 |  |  |
| 地下二层 | ①站台              | █ 12号线 往七莘路（复兴岛）      |  |  |
|          | 岛式站台，左侧开门 |                                  |  |  |
|          | ②站台              | █ 12号线 往金海路（巨峰路）      |  |  |

## 車站出口
|          |                |      |  |
| 出口编号 | 建议前往目的地 | 照片 |  |
| 1号口    | 东陆路 兴运路  |      |  |
| 2号口    | 东陆路 利津路  |      |  |
| 3号口    | 东陆路         |      |  |